# Ejnar Levison
Ejnar Herman Levison (ur. 15 maja 1880 w Kopenhadze, zm. 3 sierpnia 1970 w Monako) – szermierz reprezentujący Danię, uczestnik letnich igrzysk olimpijskich w 1908, 1912, 1920 i 1924.